# 25 Foceia
Foceia (asteroide 25) é um asteroide da cintura principal com um diâmetro de 75,13 quilómetros, a 1,78690817 UA. Possui uma excentricidade de 0,25544399 e um período orbital de 1 358 dias (3,72 anos).
25 Foceia tem uma velocidade orbital média de 19,22606097 km/s e uma inclinação de 21,58412311º.
Este asteroide foi descoberto em 6 de abril de 1853 por Jean Chacornac.
Foi batizado em lembrança de Foceia, uma antiga cidade grega.